# Луббе, Мелани
Мелани Луббе (нем. Melanie Lubbe), урожденная Мелани Оме (нем. Melanie Ohme) — (род. 23 июня 1990, Лейпциг) — немецкая шахматистка, гроссмейстер среди женщин.

## Биография
Мелани самая старшая из шести братьев и сестёр. Родители Мелани научили играть её в шахматы в четыре года. С семи лет начала ходить в шахматный клуб и тренироваться у Паула Гаффрона. В последующем она также тренировалась у Лотара Фогта, Мирослава Шварца и др. С 2010 по 2013 года училась в Университете Мангейма по специальности психология, степень бакалавр. В феврале 2011 года получила Серебряный Почётный Знак от Германского шахматного союза.
По состоянию 2014 года в составе женской сборной Германии Мелани играла четыре раза в шахматной олимпиаде с 2008 по 2014 года.
С 2015 году замужем за шахматистом Николасом Луббе.